# Bình Gia (huyện)
Bình Gia là một huyện miền núi của tỉnh Lạng Sơn, Việt Nam.

## Địa lý
Huyện Bình Gia nằm ở phía tây bắc của tỉnh Lạng Sơn, nằm cách thành phố Lạng Sơn khoảng 70 km, cách trung tâm thủ đô Hà Nội khoảng 170 km, có vị trí địa lý:
- Phía đông giáp huyện Văn Lãng và huyện Văn Quan
- Phía tây giáp huyện Na Rì, tỉnh Bắc Kạn và huyện Võ Nhai, tỉnh Thái Nguyên
- Phía nam giáp huyện Bắc Sơn
- Phía bắc giáp huyện Tràng Định.

Bình Gia có hệ thống hang động phong phú, gồm các hang lớn như hang Thẩm Khuyên, Thẩm Hai, Kéo Lèng,... Nơi phát hiện ra di chỉ của người Việt cổ và có hang bây giờ còn chứa khung giàn tên lửa.
Sông ngòi trên địa bàn huyện chủ yếu là các suối nhỏ, có một sông lớn là sông Văn Mịch (theo tên địa phương), có đập Phai Danh (cung cấp nước tưới tiêu thực hiện thủy lợi của nhân dân khu vực lân cận).
Sinh sống trên địa bàn Bình Gia bao gồm các dân tộc: Kinh, Nùng, Tày, Dao, Hoa,... Mỗi dân tộc có những sắc thái văn hóa khác nhau.

## Lịch sử
Sau năm 1975, huyện Bình Gia thuộc tỉnh Cao Lạng, bao gồm thị trấn Bình Gia và 19 xã: Bình La, Hòa Bình, Hoa Thám, Hoàng Văn Thụ, Hồng Phong, Hồng Thái, Hưng Đạo, Minh Khai, Mông Ân, Quang Trung, Quý Hòa, Tân Hòa, Tân Văn, Thiện Hòa, Thiện Long, Thiện Thuật, Tô Hiệu, Vĩnh Yên, Yên Lỗ. Tuy nhiên, đến ngày 29 tháng 12 năm 1978, huyện Bình Gia thuộc tỉnh Lạng Sơn vừa được tái lập.
Ngày 1 tháng 1 năm 2020, sáp nhập xã Tô Hiệu và 2 thôn: Tòng Chu 1, Tòng Chu 2 thuộc xã Hoàng Văn Thụ vào thị trấn Bình Gia.
Huyện Bình Gia có 1 thị trấn và 18 xã trực thuộc như hiện nay.

## Hành chính
Huyện Bình Gia có 19 đơn vị hành chính cấp xã trực thuộc, bao gồm thị trấn Bình Gia (huyện lỵ) và 18 xã: Bình La, Hòa Bình, Hoa Thám, Hoàng Văn Thụ, Hồng Phong, Hồng Thái, Hưng Đạo, Minh Khai, Mông Ân, Quang Trung, Quý Hòa, Tân Hòa, Tân Văn, Thiện Hòa, Thiện Long, Thiện Thuật, Vĩnh Yên, Yên Lỗ.

## Kinh tế - xã hội

### Kinh tế
Hệ thống chợ trên địa bàn huyện:
- Chợ chính là chợ thị trấn Bình Gia, họp chính 5 ngày một lần vào các ngày mùng 1, 6, 11, 16, 21, 26 hàng tháng theo âm lịch.
- Chợ Pác Khuông ở xã Thiện Thuật họp vào các ngày 5, 10, 15, 20, 25, 30 (âm lịch).
- Chợ Văn Mịch ở xã Hồng Phong họp vào các ngày 3, 8, 13, 18, 23, 28 âm lịch.

### Giáo dục
Các cơ sở giáo dục trên địa bàn huyện:
- Trường THPT Bình Gia tại thị trấn Bình Gia
- Trường THPT Pác Khuông tại xã Thiện Thuật
- Các trường THCS tại thị trấn và các xã.

## Đặc sản
Ẩm thực Bình Gia mang những nét đặc trưng của ẩm thực Lạng Sơn với các món như: Lợn quay, vịt quay, khâu nhục, bánh giầy, bánh chưng dài... Đặc biệt trong các món quay không thể thiếu là mắc mật (là lá một loại cây mọc nhiều ở Lạng Sơn, có quả ăn rất ngon, vị ngọt).

## Giao thông
Các tuyến đường chạy qua địa bàn huyện:
- Quốc lộ 1B nối Lạng Sơn với Thái Nguyên chạy qua huyện Bình Gia có độ dài khoảng 170 km
- Quốc lộ 279 nối thị trấn Bình Gia với huyện Na Rì, tỉnh Bắc Kạn
- Tỉnh lộ 226 nối thị trấn Bình Gia với thị trấn Thất Khê, dài 57 km.

## Du lịch
Hang Thẩm Khuyên là hang dạng karst nằm trên núi Phia Gà, thuộc bản Còn Nưa, xã Tân Văn huyện Bình Gia. Hang cách Quốc lộ 1B chừng 100m, cách thị trấn Bình Gia 7 km về hướng đông nam, cách thành phố Lạng Sơn 68 km . Di tích đã được xếp hạng di tích lịch sử cấp quốc gia tại Quyết định số 2015 QĐ/BT ngày 16 tháng 12 năm 1993 của Bộ Văn hóa, Thể thao và Du lịch Việt Nam .